# محله لاتن

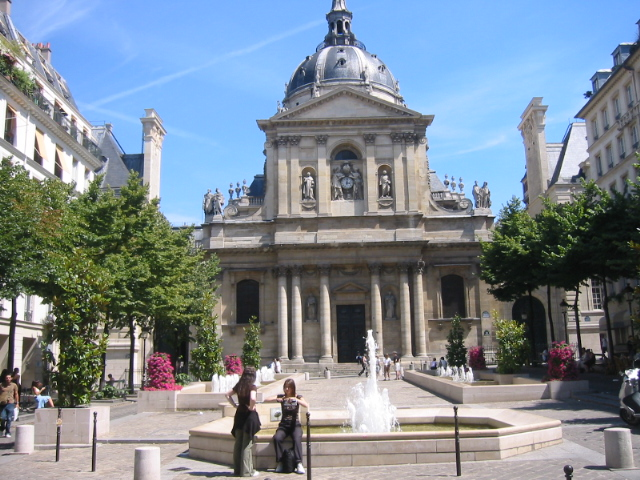
دانشگاه سوربن

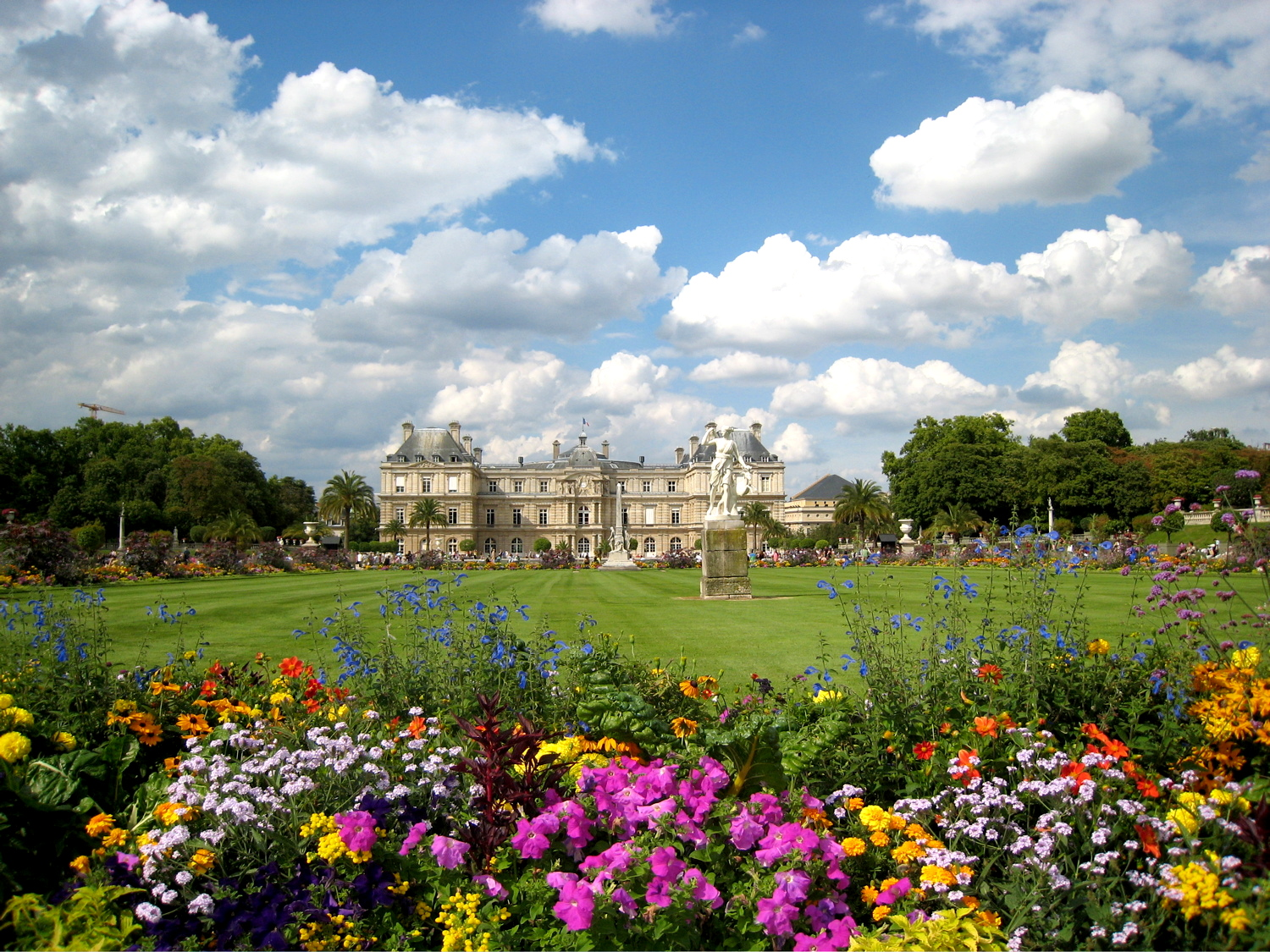
کاخ لوکزامبورگ

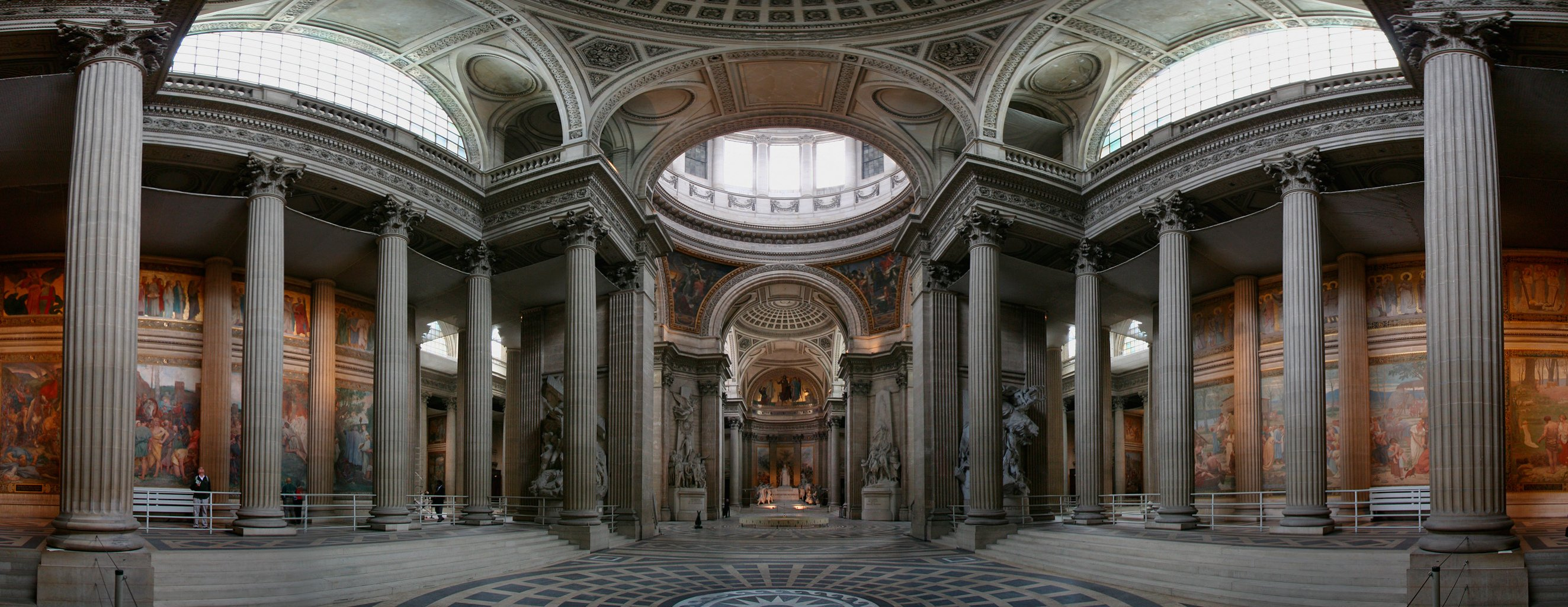
پانتئون (پاریس)

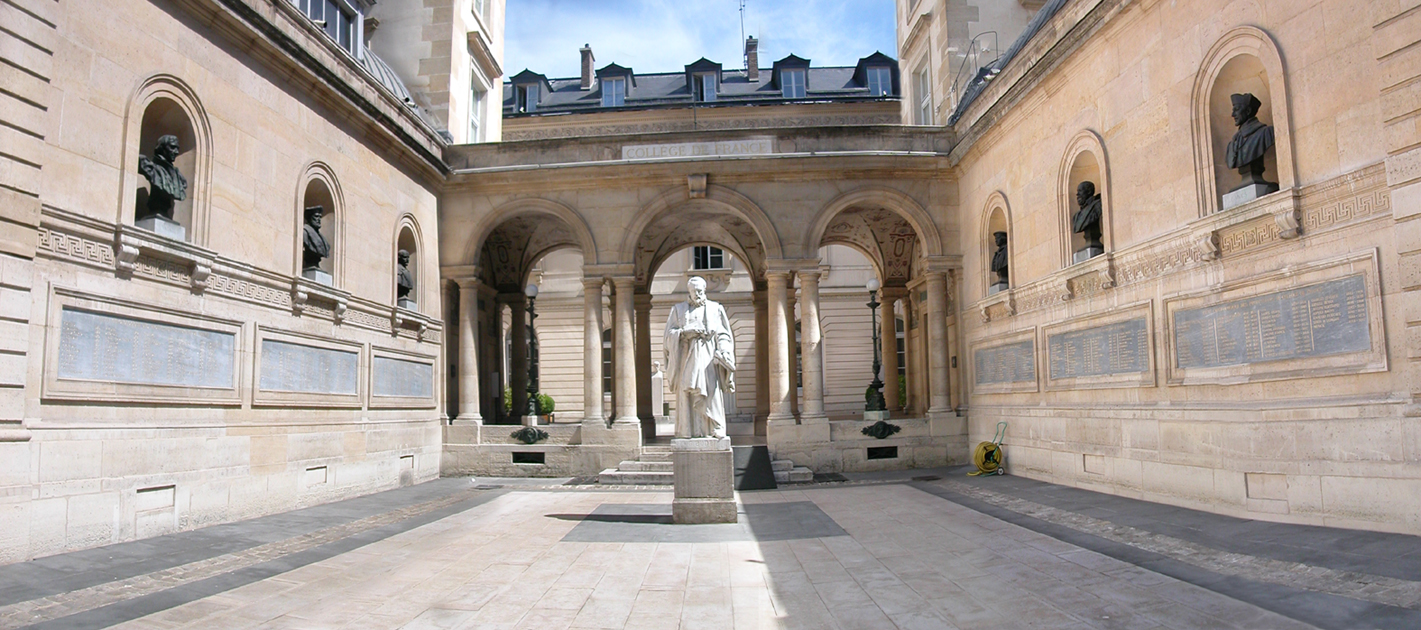
کُلِژ دو فرانس

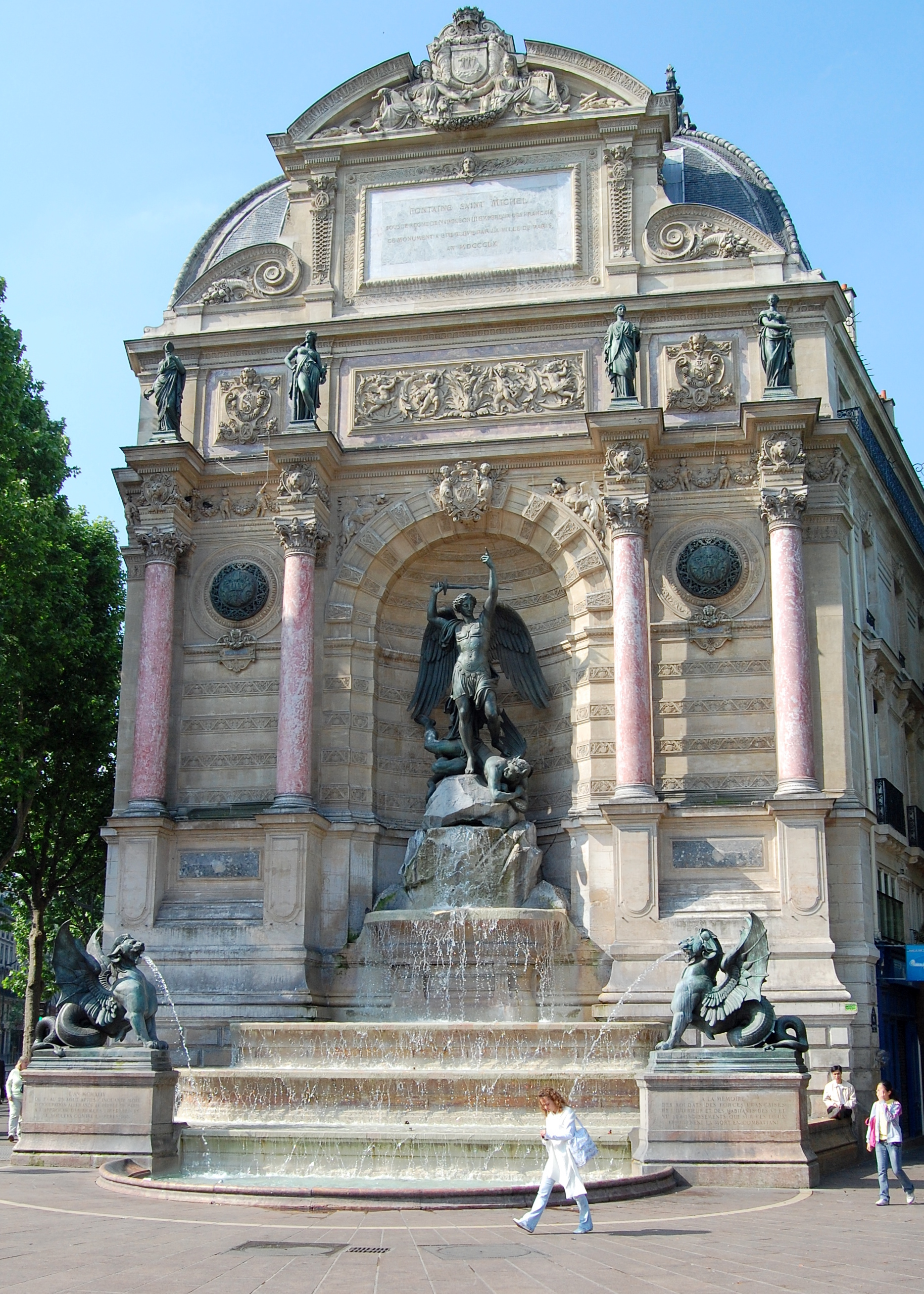
سَن میشل

محلهٔ لاتین یا محلهٔ لاتَن (به فرانسوی: Quartier latin) در منطقه ۵ و قسمتی از منطقه ۶ پاریس و پیرامون دانشگاه سوربن قرار گرفته است. این محله از کلیسای سَن ژرمن دپره تا کاخ لوکزامبورگ ادامه دارد. نام این محله از زبان لاتین گرفته شده است، زیرا در قرون وسطی در مدارس و دانشگاه‌ها به زبان لاتین تدریس می‌شد. این محله در دههٔ ۱۹۶۰ و به‌ویژه به‌دلیل وقایع سال‌های ۱۹۶۸، محل جنبش‌های اعتراض‌آمیز مختلف دانشجویان بوده است.
محلهٔ لاتین همچنین به‌دلیل وجود کافه‌ها و بیستروهای زیادِ موجود در آن معروف است.

## دانشگاه‌ها
این محله به‌دلیل وجود دانشگاه‌هایی از جمله: دانشگاه سوربن، دانشگاه پاریس ۲، دانشگاه پاریس ۶، دانشگاه پاریس ۳، کلژ دو فرانس، مدرسه عالی نرمال، مدرسه عالی ملی معدن پاریس و مدرسه عالی ملی هنرهای زیبا و همچنین به‌دلیل نزدیکی به مدارس و کالج‌های معتبر و تاریخی، محل رفت‌وآمد استادان و دانشجویان بسیاری است.

## مراکز مهم
نقاط مهم و دیدنیِ موجود در این محله عبارتند از:
- کاخ لوکزامبورگ
- هتل کلونی یا موزهٔ ملی قرون وسطی
- تئاتر اودئون
- میدان سن-میشل
- کاخ دولامونه
- فرهنگستان فرانسه
- کلیسای سن ژرمن دپره
- کتابخانهٔ سن ژونوویه